# The Mutants Are Revolting
The Mutant & Rohald («Мутант і Рональд») - Дванадцятий епізод шостого сезону мультсеріалу «Футурама», який є сотим, ювілейним епізодом серіалу

## Зміст
Planet Express отримав соте замовлення: суфле для місіс Асторнг, до якого добавлена крапля концентрованої олії нітрогліцерин . Команда з доставкою впоралася успішно, і місіс Асторнг запрошує членів команди взяти участь у благодійній акції на підтримку університету Бральфа - навчального закладу для мутантів і роботів.
У XXXI столітті мутантам заборонено жити на поверхні. Навіть короткочасний вихід мутанта на поверхню вимагає отримання купи дозволів, і їх доводиться діставати по блату. Але мутанти в XXXI столітті роблять ту роботу, якої не стане займатися людина з поверхні: очищення каналізаційних стоків. І для їх навчання, побудований університет Бравна.
Фонд «Астор» був заснований у пам'ять про пасажирів «наземного Титаніка» - єдиного і найбільшого у світі наземного корабля, який, проїжджаючи по 32-стріт, зіткнувся з поштовою скринькою і провалився в підземелля. Серед пасажирів, які не повернулися був і містер Асторнг, чоловік місіс Асторнг.
Лілу не цікавила зворушлива історія про наземному Титаніку. Її дуже сильно зачепило зневага, з якою місіс Астор говорила про мутантів. Фрай вирішив попросити вибачення за Лілу, але випадково обмовився, що вона прибулець зовсім не з іншої планети, а навпаки - з-під землі. Природно Лілу чекала депортація.
Команда Planet Express-а вже не рада успішно виконаному сотому замовлення: без Ліли не може бути свята. Треба щось робити, і Фрай вирішує піти до мера, щоб випросити дозвіл для Ліли жити на поверхні. Але дізнавшись про те, що команда Planet Express-а вже багато років знала про походження Ліли, але не видала її владі, мер розпорядився, щоб всю команду відправили на два тижні на заслання в каналізацію.
Умови життя під землею жахливі. Ліла кілька разів ходила в гості до своїх батьків, але тільки зараз зрозуміла, як важко їм живеться. Зустрівши Лілу в каналізації, Фрай намагався попросити у неї вибачення. Але Ліла все ще на нього в образі і в пориві гніву пропонує йому поплавати у стічних водах, щоб у нього виріс горб, або щупальця як у Зойдберга, щоб він відчув, яке це: бути мутантом.
Бендер на поверхні відмінно веселиться і без команди він запросив на вечірку всіх своїх знайомих. Але свято тривало недовго: варто було Бендеру згадати про своїх друзів, як на нього напала туга. Як би не було весело, без своїх старих друзів він не зможе жити. Тому він виганяє всіх, щоб побути на самоті.
Команда тим часом знайшла під землею залишки «наземного Титаніка». Там вони вирішили розміститися, поки не закінчиться термін заслання. У сейфі капітанської рубки Професор знайшов кільце з дуже дорогим смарагдом, що випромінюе квантову енергію, а також список всіх пасажирів. На кільці було вигравірувано визнання в любові до місіс Асторнг від містера Асторнга. Це визнання так зворушило Фрая, що він вирішив довести Лілі, що він готовий заради неї на все, навіть назавжди перетворитися на потворного мутанта. Ліла ж вирішила, що вона була занадто суворою до Фраю. Але коли вона побачила його, було пізно: Фрай стрибнув у стічні води.
З стічних вод виринуло настільки потворне чудовисько, що знудило навіть Зойдберга. Це стало останньою краплею і Ліла вирішила раз і назавжди покінчити з принизливої часткою мутантів: вона піднімає революцію мутантів. Мутанти перестали очищати воду і стали виливати стічні води на вулиці. Щоб влаштувати велику хвилю помиїв потрібно було зігнути труби Вест-Сайда. Фраю вдалося покликати Бендера і він зробив це: тепер вулиці нового Нью-Йорка заповнені смердючими помиями. Мутанти готуються до штурму поверхні.
Мер нового Нью-Йорка вживає заходів для очищення вулиць від помиїв: їх просто зливають в будівлю Медісон Куб Гарден. Коли вулиці, здавалося б, уже майже очищені, з люків стали виходити мутанти. Використовуючи помиї, викачані з вулиць міста місіс Асторонг хотіла розігнати мутантів, але Фрай, що з'явився з люка, за допомогою квантової енергії смарагду відвів хвилю від мутантів. Крім того, поки мутанти готувалися до штурму він зумів дізнатися про долю містера Астора: виявляється він добровільно залишився в провалюються наземному кораблі, поступившись місцем в рятувальному автомобілі для мутантки з дитиною. Почувши цю історію від врятувавшоіся мутанткі (це була бабуся Ліли), місіс Асторнг була зворушена і стала клопотатися про звільнення мутантів.
Ліла, обрадувана вчинком Фрая вирішила поцілувати його, незважаючи на його огидний зовнішній вигляд. Але, як виявилося, Фрай не мутував, просто коли він стрибнув у стічні води, його проковтнув один з мутантів, а тепер він виплюнув його назад. Це був мутований містер Асторнг. Місіс Асторнг зраділа, що її чоловік живий і тут же обійняла його, незважаючи на більш ніж огидну його зовнішність.
Повернувшись до будівлі Planet Express, команда слухає від Бендера розповідь про те, яка класна тут була вечірка. Бендер говорить, що утусовался і навряд чи тепер коли-небудь буде тусуватися знову. Але почувши про те, що команда була б рада продовженню бенкету, він включає магнітофон, і всі танцюють згинальний танець.3 самому кінці,Фрай цілуе Лілу.

## Винаходи майбутнього
- Поглиначі запаху